# 水田站
水田站（日语：／ Mizuta eki */?）是位於香川縣高松市、隷屬於高松琴平電氣鐵道（琴電）長尾線的車站。車站編號為N07，現時為無人車站，本站是琴電首個高架車站。
本站曾於平成初期，設有早上繁忙時間由本站首發的列車，是由一列從瓦町站開出的定期列車，到達本站後作解結，前端部份繼續下行方向，而被分離的車廂則變為上行的回程列車。
車站名稱取自當地有一位姓「水田」的偉人。

## 車站構造
現時車站為第二代，第一代車站為地面車站，最後期採用簡易車站模式。出口設於月台往西前田方向的末端，並以平交道連接月台及旁邊行人路。

### 高架化背景

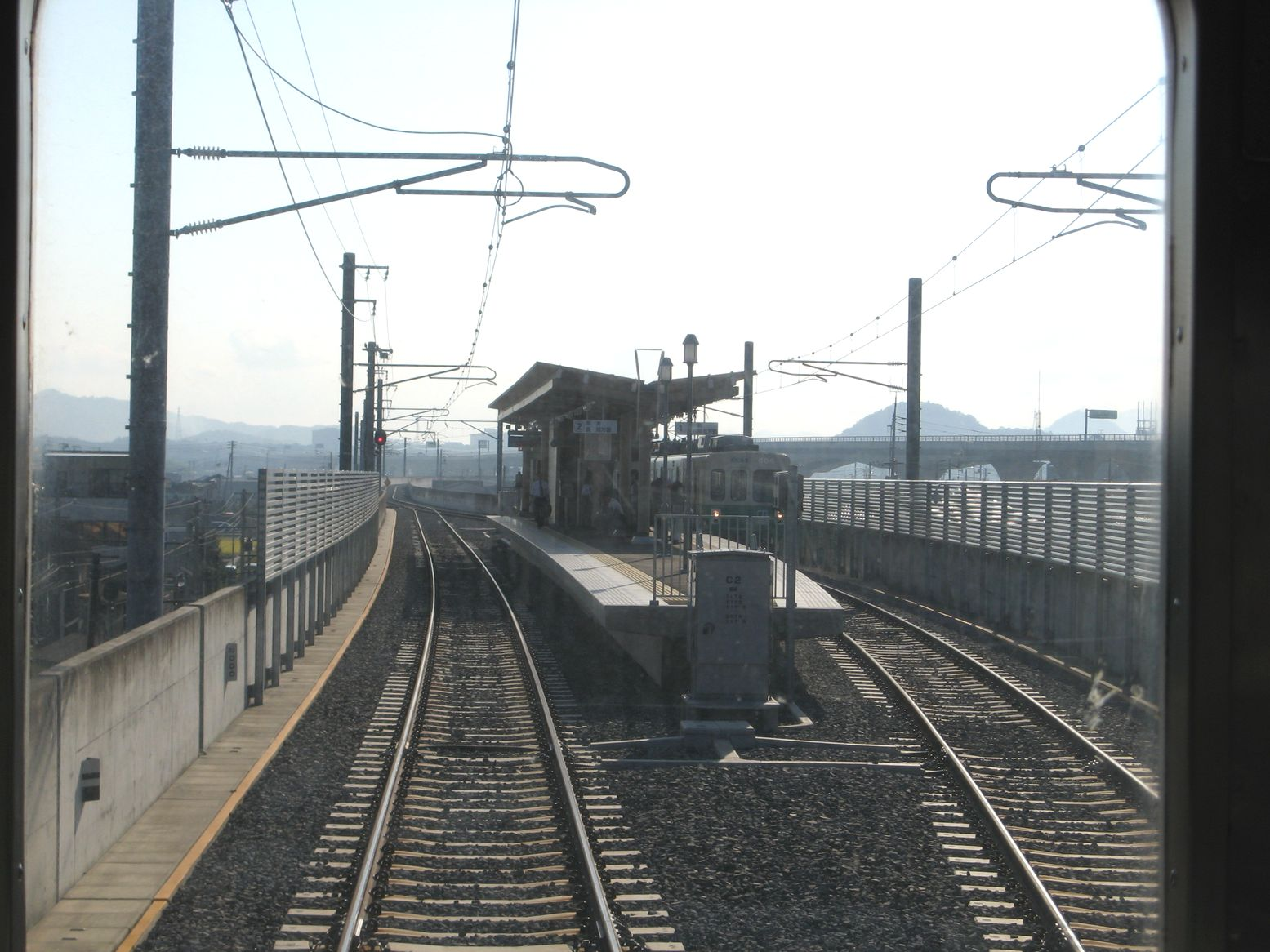
高架化後的水田站月台

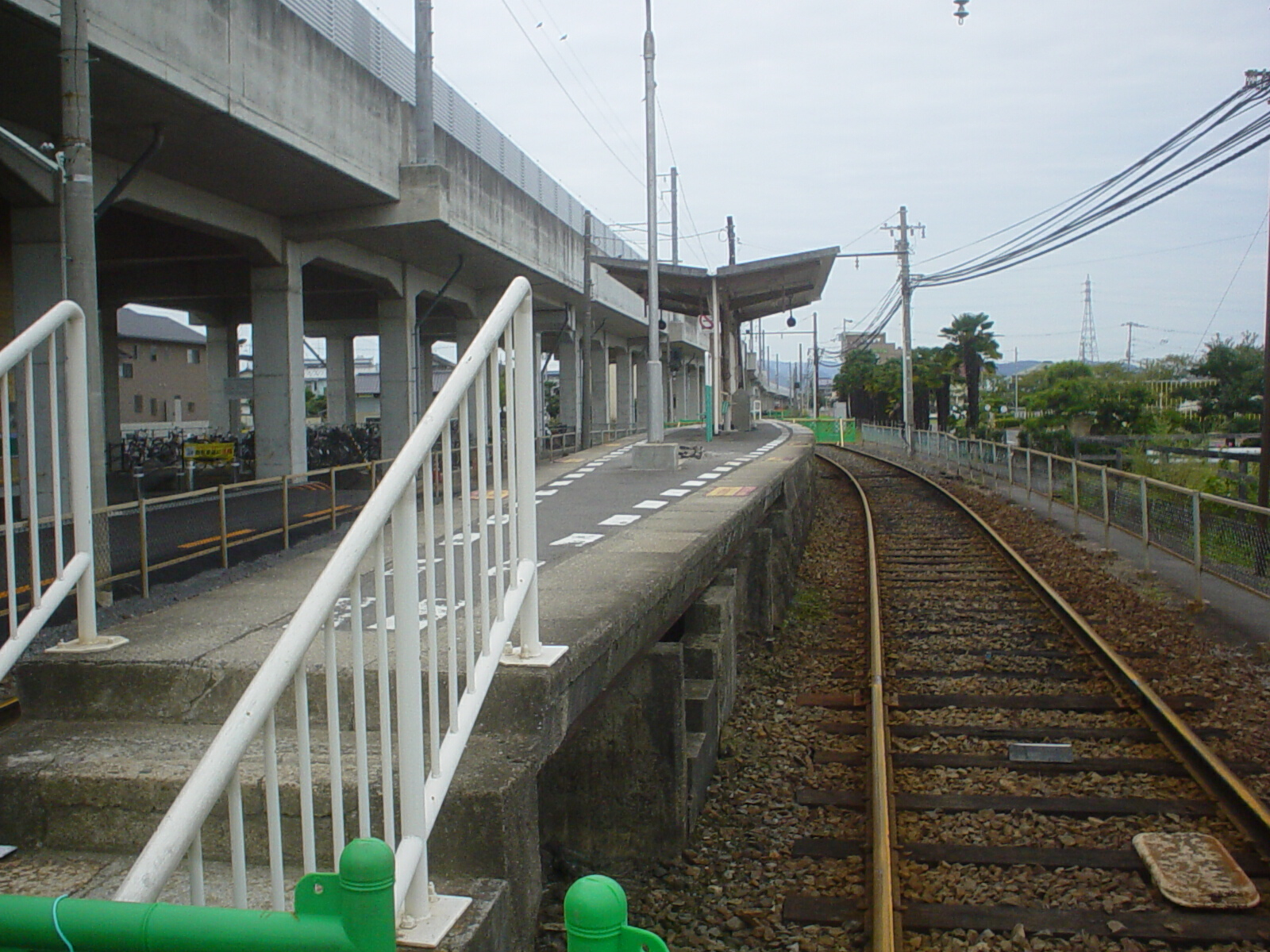
地面車站時代的月台 (2007年10月)

在1994年3月30日，隨車站南邊的國道11號的高松東繞道開通，車站兩邊的地面交通流量均有所增加，當中本站至西前田間與國道11號有平交道，而與元山間的香川縣道10號亦設置平交道。因而引起了繞道擁塞的問題，於是把本站在內的一段線路高架化便成為了解決擁塞的方案。
高架化工程在1998年6月開始動工，至2000年度前已完成大部分工程，不過，隨着向瓦町一方的高架部分受到了地主的反對，以及正值琴電出現困難，工程一度暫停。2006年，琴電再次進行收購土地手續，使工程繼續進行。2007年10月7日，整個高架化工程完成，同日起本站亦改行經為高架車站路軌。
原來的舊路段則改成為行車道路，變成了「長尾街道」的一部份。

### 第二代車站構造
高架化後，車站仍然採用簡易車站模式，分別設有樓梯入口及升降機入口，同樣位於靠向西前田側，並在橋下建有一座男、女及傷殘人士個別使用的洗手間一座，以及兩個組合屋式的儲物室。

### 月台
第二代月台仍然採用島式月台設計，長度為65米，其中約由東側起約40米設有月台上蓋。在樓梯口及升降機口各設有1組對應上、下車的IC卡感應器，簡易式自助售票機則設於升降機口前。月台上設有多張獨立座位式的候車長櫈，部份置於半開放車亭內。
本站為列車交換車站，於固定時間表下，兩端列車均在此交匯。
| 月台 | 路線    | 上下行 | 方向           |
| ---- | ------- | ------ | -------------- |
| 1    | ■長尾線 | 上行   | 高松築港方向   |
| 2    | ■長尾線 | 下行   | 平木、長尾方向 |

## 使用狀況
| 1日上落人數推斷 | 1日上落人數推斷 |
| 年度            | 1日平均人數     |
| --------------- | --------------- |
| 2011            | 1,008           |
| 2012            | 969             |
| 2013            | 1,004           |
| 2014            | 1,035           |
| 2015            | 1,129           |
| 2016            | 1,172           |
| 2017            | 1,156           |
| 2018            | 1,249           |
| 2019            | 1,246           |
| 2020            | 1,007           |
| 2021            | 1,007           |
| 2022            | 1,138           |

## 歷史
- 1912年4月30日：作為高松電氣軌道車站啟用。
- 1946年6月23日：成為列車交會車站[3]。
- 1998年6月：於水田站附近的連續立體化工程開始動工。
- 2007年10月7日：高架化完成。此站成為高架車站。

## 相鄰車站
高松琴平電氣鐵道
■長尾線
元山（N06）－水田（N07）－西前田（N08）

## 外部連結
- 高松琴平電鐵水田站資訊 （页面存档备份，存于）（日語）